# John Stagliano
John Stagliano (Chicago, 29 de novembre de 1951) també conegut com a «Buttman» és un director, actor i productor nord-americà de pel·lícules pornogràfiques, fundador i propietari de la productora Evil Angel.

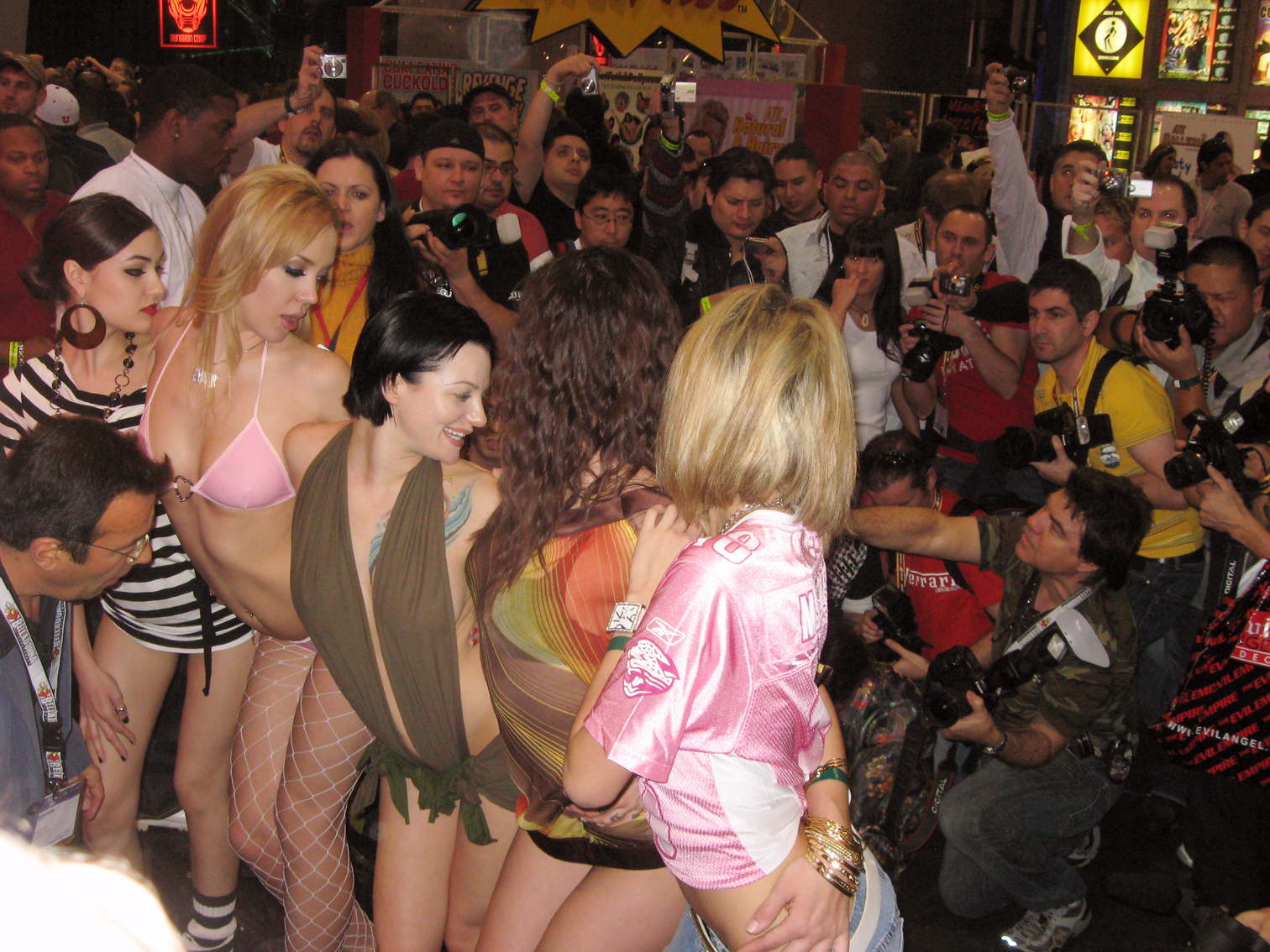
Cinc actrius porno, d'esquerra a dreta: Sasha Grey, Annette Schwartz, Belladonna, Bobbi Starr, Jenny Hendrix. A l'esquerra de tot: John Stagliano (AVN Adult Entertainment Expo 2008, Las Vegas)

És mundialment conegut com el creador del gènere gonzo.
Amb el nom de John «Buttman» Stagliano, va aconseguir convertir-se en un dels directors més aclamats de la indústria de la pornografia dura. Va fundar la seva pròpia productora i distribuïdora anomenada Evil Angel amb la qual va aconseguir un immens èxit i que dirigeix al costat de la seva dona, la ja retirada actriu porno Tricia Devereaux. Avui dia Evil Angel és una de les productores amb més èxit als Estats Units i al món sencer, notablement la que més premis rep i per la qual treballen i han treballat alguns dels millors intèrprets porno del món com Belladonna, Nacho Vidal, Rocco Siffredi, Joey Silvera, Erik Everhard o Harmony, a més del que molts consideren el millor director de cinema pornogràfic del planeta, Jules Jordan, fins que aquest es va independitzar i va crear la seva pròpia productora.
John Stagliano és famós pel seu fetitxe pels culs rodons i prominents i les escenes de tipus anal. En les seves primeres pel·lícules, John Stagliano va comptar amb l'actor Rocco Siffredi en diverses ocasions, essent la pel·lícula més notable l'obra mestra anomenada The Fashionistas, amb orientació al bondage i el fetitxisme, protagonitzada per Rocco i la superestrella del porno Belladonna l'any 2002.